# Cerro El Fraile
Cerro El Fraile är ett berg och en vulkan i Chile, på gränsen till Argentina. Det ligger i provinsen Provincia de Copiapó och regionen Región de Atacama, i den nordöstra delen av landet. Toppen på Cerro El Fraile är 6 062 meter över havet.
Den högsta punkten i närheten är vulkanen Incahuasi, 6 602 meter över havet, öster om Cerro El Fraile.
Trakten runt Cerro El Fraile är ofruktbar med lite eller ingen växtlighet.